# Oebalia
Oebalia is een vliegengeslacht uit de familie van de dambordvliegen (Sarcophagidae).

## Soorten
- O. aristalis (Coquillett, 1897)
- O. cylindrica (Fallén, 1810)
- O. minuta (Fallén, 1810)
- O. praeclusa (Pandellé, 1895)
- O. rossica Rohdendorf, 1963
- O. unistriata Rohdendorf, 1963